# HD115604
HD115604 — хімічно пекулярна зоря спектрального класу F0, що має видиму зоряну величину в смузі V приблизно  4,7.
Вона  розташована на відстані близько 286,4 світлових років від Сонця.

## Фізичні характеристики
Зоря HD115604 обертається 
порівняно повільно 
навколо своєї осі. Проєкція її екваторіальної швидкості на промінь зору становить  Vsin(i)= 15км/сек.
Телескоп Гіппаркос зареєстрував фотометричну змінність  даної зорі з періодом    0,12 доби в межах від  Hmin= 4,81 до  Hmax= 4,78.

## Магнітне поле
Спектр даної зорі вказує на наявність магнітного поля у її зоряній атмосфері.
Напруженість повздовжної компоненти поля оціненої з аналізу
становить   10,0± 260,0 Гаус.